# Fosiestenen
Fosiestenen (DR 262) er en runesten ved Fosie Kirke i Malmø-Fosie i Skåne.
Indskriften på Fosiestenen dateres til vikingetid. Runerne er ridset på granit.
Indskriften lyder:
as(b)iarn × risþi × stin × þansi × aftiR : tuark : filaka × sin : trik : kuþan'

Asbiarn resþi sten þænsi æftiR Dwærg, felaga sin, dræng goðan.

55°33′38″N 13°01′42″Ø / 55.5606°N 13.0282°Ø